# Ribera
Ribera é uma comuna italiana da região da Sicília, província de Agrigento, com cerca de 20.193 habitantes. Estende-se por uma área de 118 km², tendo uma densidade populacional de 171 hab/km². Faz fronteira com Bivona, Calamonaci, Caltabellotta, Cattolica Eraclea, Cianciana, Sciacca.
Pertence à rede das Cidades Cittaslow.

## Demografia
| Variação demográfica do município entre 1861 e 2011                               |
|                                                                                   |
| Fonte: Istituto Nazionale di Statistica (ISTAT) - Elaboração gráfica da Wikipedia |

## Galeria

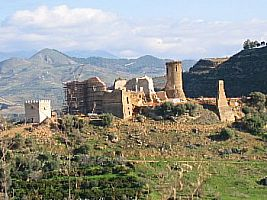
Castello di Poggiodiana.
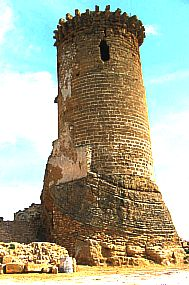
Castello di Poggiodiana.
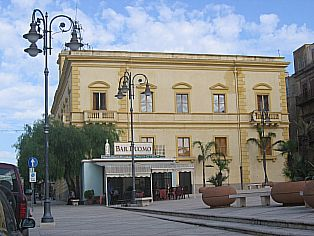
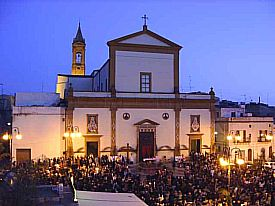
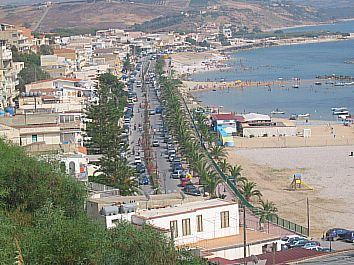
Seccagrande.
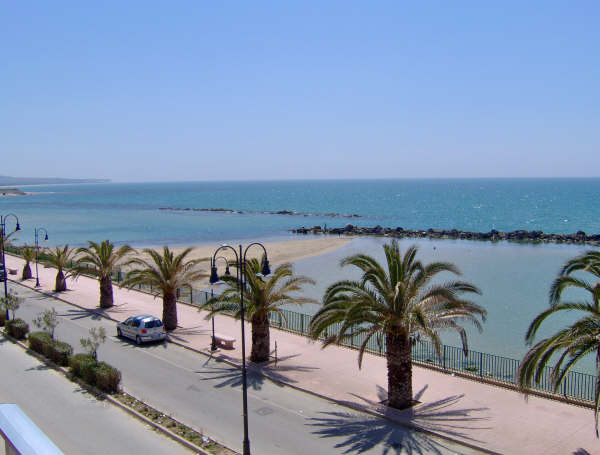
Seccagrande.
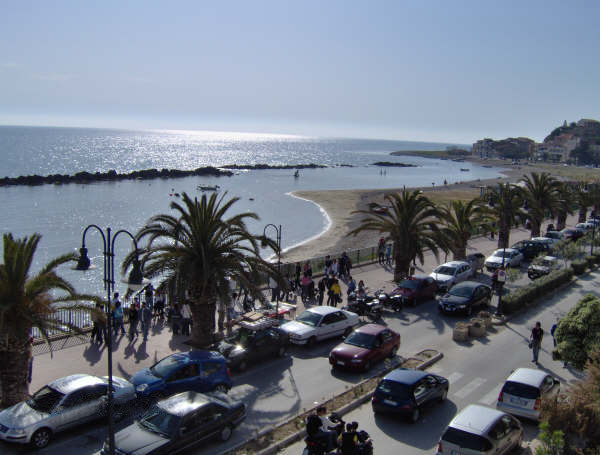
Seccagrande.
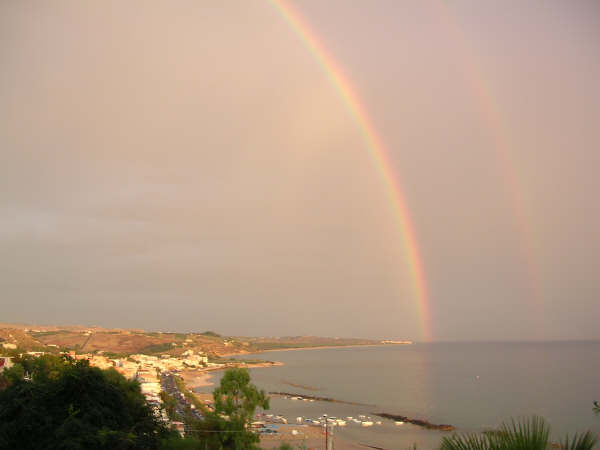
Seccagrande.
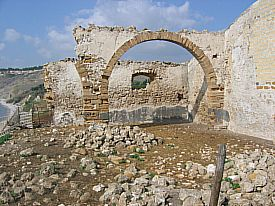
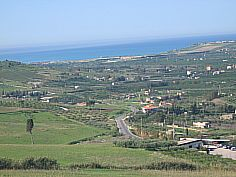
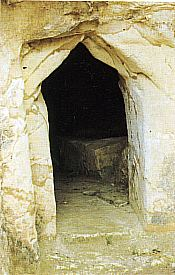
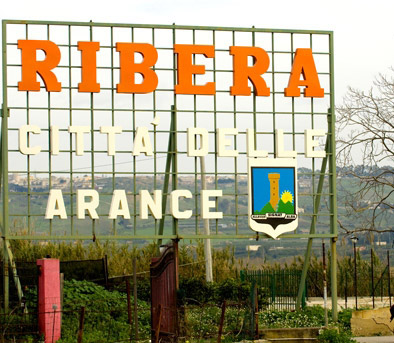

- Seccagrande.[1][2][3]
- Seccagrande.[1][2][3]
- Seccagrande.[1][2][3]
- Seccagrande.[1][2][3]
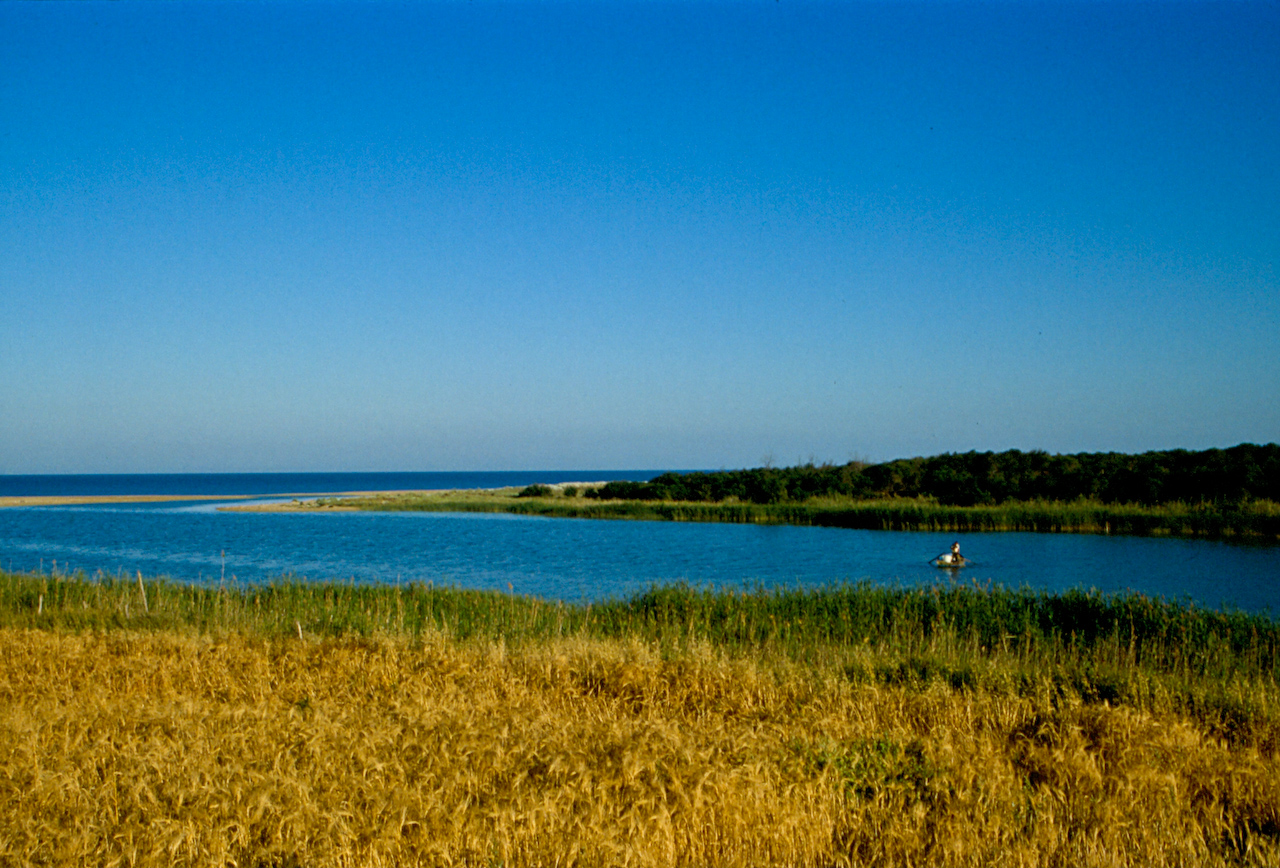
Reserva natural da Foz do rio Platani
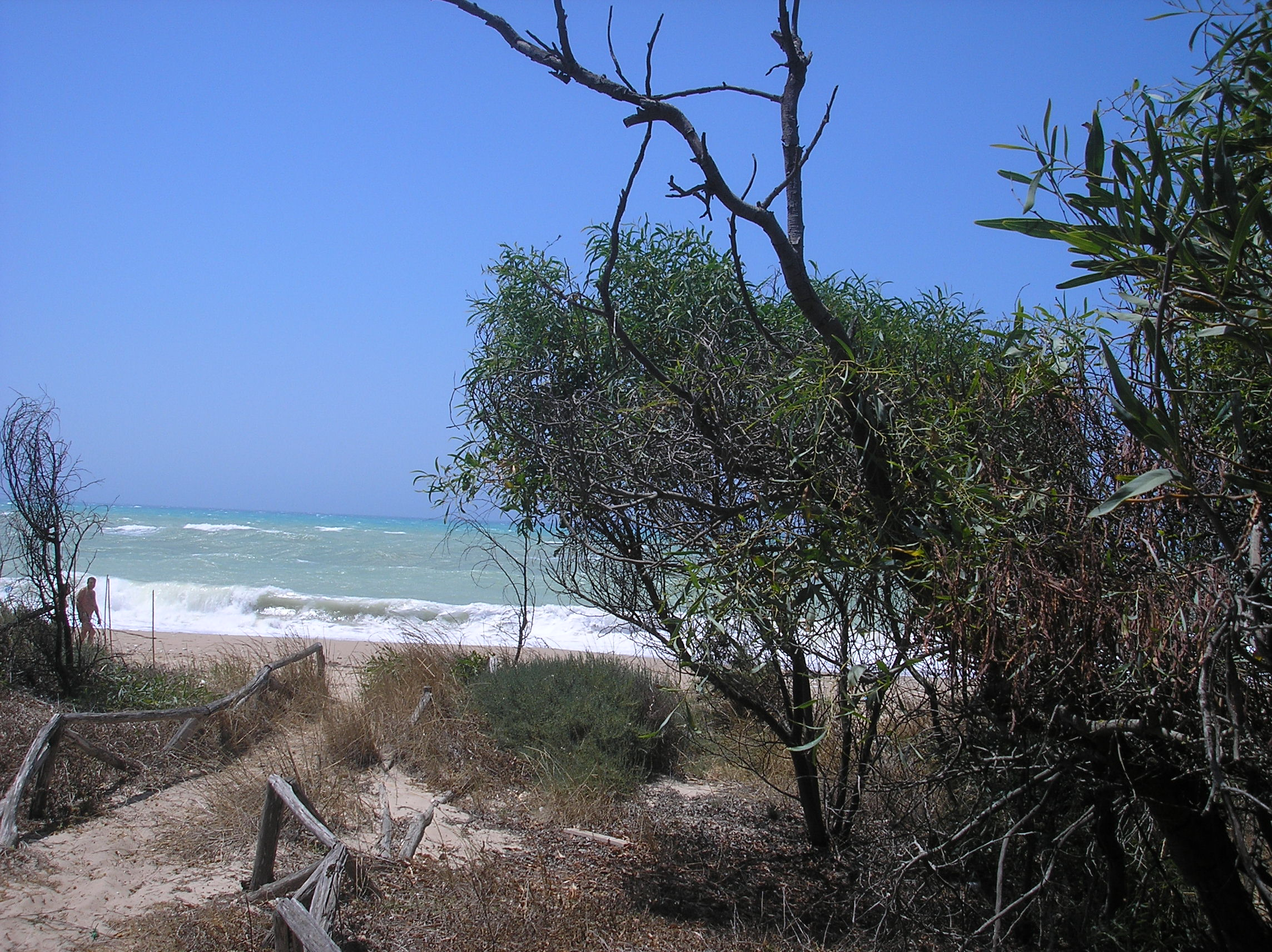